# 浜岡町
浜岡町（はまおかちょう）は、静岡県小笠郡にあった町。町名は浜松市と静岡市のほぼ中間に位置することに由来する（合成地名）。

## 地理
太平洋の遠州灘に面しており、沿岸には浜岡砂丘が発達していた。
- 湖沼 - 桜ヶ池

## 歴史
- 1889年（明治22年）10月1日 - 町村制施行に伴い城東郡に以下の町村が成立。
  - 池新田村，門屋村，塩原新田，合戸村が合併して池新田村となる。
  - 佐倉村，宮内村が合併して佐倉村となる。
  - 比木村は合併を伴わずに発足。
  - 下朝比奈村，上朝比奈村が合併して朝比奈村となる。
  - 新野村は合併を伴わずに発足。
- 1896年（明治29年）4月1日 - 城東郡が佐野郡と合併して小笠郡となる。
- 1940年（昭和15年）11月1日 - 池新田村が町制施行して池新田町となる。
- 1955年（昭和30年） - 池新田町、佐倉村、比木村、朝比奈村、新野村が合併して浜岡町が成立。初代町長は中山正一。
- 1976年（昭和51年） - 浜岡原子力発電所が営業運転開始。
- 2004年（平成16年）4月1日 - 御前崎町と合併して御前崎市が発足。

## 経済

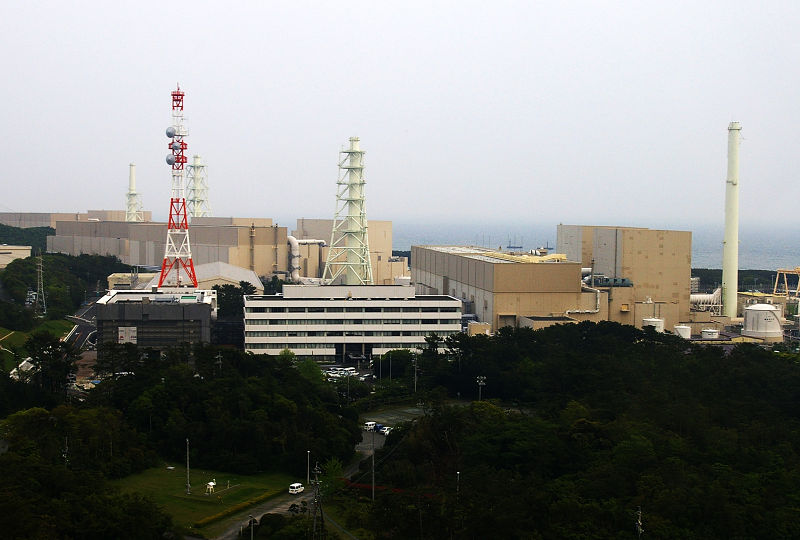
浜岡原子力発電所

- 浜岡原子力発電所 - 中部電力管内では唯一の原子力発電所

## 教育

### 小学校
- 浜岡町立浜岡東小学校
- 浜岡町立浜岡北小学校
- 浜岡町立第一小学校

### 中学校
- 浜岡町立浜岡中学校

### 高等学校
- 静岡県立池新田高等学校

## 交通

### 鉄道
- 静岡鉄道駿遠線
- 1970年（昭和45年）8月に廃線となった。

### 道路
- 国道150号

## 娯楽
- 浜岡映画劇場 - 映画館

## 出身者
- MOCKY、ミュージシャン（Jam9）